# Fate/stay night: Heaven's Feel I. presage flower
Fate/stay night: Heaven's Feel I. presage flower es una película de fantasía de anime japonesa de 2017 producida por Ufotable, dirigida por Tomonori Sudō, escrita por Akira Hiyama y con música de Yuki Kajiura. La película es la primera entrega de una trilogía de películas que adaptan Heaven's Feel, la tercera y última ruta de la novela visual Fate/stay night. Como en rutas anteriores, la historia se centra en un mago adolescente llamado Shirou Emiya que participa en un conflicto conocido como la Guerra del Santo Grial para proteger su ciudad. Sin embargo, esta vez Shirou se encuentra no solo con otros magos y guerreros sirvientes, sino también con una misteriosa sombra que mata a la mayoría de los participantes.
La película se estrenó en Japón el 14 de octubre de 2017, y se estrenó en los Estados Unidos entre noviembre y diciembre de 2017. Su doblaje en inglés se estrenó el 5 de junio de 2018 y el 7 de junio de 2018 en Estados Unidos. La película fue un éxito comercial y de crítica, y fue seguida por una secuela, Fate/stay night: Heaven's Feel II. lost butterfly, que se estrenó el 12 de enero de 2019.

## Argumento
Después de abandonar el club de tiro con arco de la escuela debido a una lesión, el mago aficionado Shirou Emiya se hace amigo de una compañera de estudios, Sakura Matou, que visita regularmente su casa bajo el cuidado de su tutora Taiga Fujimura. Durante una noche, Shirou ve una pelea entre dos guerreros antiguos y está protegido de uno de ellos, un lancero, por una espadachina con armadura llamada Saber que lo llama Master (Maestro). El otro guerrero, Archer, está al servicio de Rin Tohsaka, un conocido de la escuela de Shirou. Rin lleva a Shirou al sacerdote Kirei Kotomine, donde Shirou descubre que es un maestro en un conflicto entre magos que ocurre en Fuyuki cada pocas décadas, llamado Guerra del Santo Grial, una batalla real para reclamar un antiguo artefacto mágico que se dice que concede un deseo. al vencedor. A cada maestro se le asigna la responsabilidad y protección de un sirviente, un poderoso héroe de leyenda. Kiritsugu Emiya fue el Maestro de Saber en la Guerra anterior, lo que provocó el incendio que traumatizó a su hijo adoptivo Shirou.
En el camino de regreso a casa, Shirou y Rin se encuentran con una niña llamada Illyasviel von Einzbern que ataca a Saber con su Servant Berserker, pero ella se retira cuando Shirou se arriesga a defender a Saber. Más tarde, Shirou y Saber descubren que Shinji Matou es el Maestro de Rider, que se alimenta de su compañero de clase. Saber derrota a Rider, lo que hace que Shinji sea ridiculizado por su abuelo Zouken. Shirou pregunta si Sakura está involucrada en la guerra, pero Shinji lo niega cuando él y Zouken se van.
Saber se queda en la casa de Shirou mientras Shirou confronta a Rin sobre la noticia de que los ciudadanos se enferman y mueren. Ante la sospecha de que el Sirviente Caster es el responsable, Rin acepta que deberían encontrar la causa de la interrupción. Shirou convence a Sakura de quedarse en la casa de Emiya, con la esperanza de mantenerla a salvo con Saber. En el Templo Ryuudou, Souichirou Kuzuki y sus Sirvientes Caster y Assassin mueren cuando un True Assassin sale del cuerpo de Assassin y los mata. Como Souichirou nunca regresa a la escuela, Rin deduce que él era el Maestro de Caster, pero la gente sigue enfermando. Shirou y Rin más tarde se encuentran con Zouken, quien controla el cadáver de Caster como una marioneta, pero aparece una sombra y devora a Caster. Zouken revela su verdadera forma, un enjambre de insectos familiares llamados Crest Worms, y se retira. La sombra ataca a Rin, pero se va cuando Shirou se lesiona y la protege. Mientras Shirou se recupera, habla con Sakura sobre su pasado y ella le pide que la detenga si alguna vez hace algo mal. Mientras tanto, el lancero, Lancer, recibe la orden de localizar al nuevo Asesino, pero es atraído a un lago y devorado por la sombra. Al día siguiente, Sakura se enfrenta a Saber sobre la seguridad de Shirou, mientras que Shirou conoce a Kirei, quien revela tanto la desaparición de Lancer como él mismo como el Maestro de Lancer. Dice que la sombra es una amenaza para toda la ciudad, pero Shirou se niega a confiar en él.
Más tarde esa noche, Shirou y Saber van al Templo Ryuudou, donde Assassin los embosca y atrae a Saber hacia la sombra mientras Zouken ataca a Shirou. Saber es presuntamente asesinado, pero Rider ayuda a Shirou y aleja a Assassin antes de irse, confundiendo a Shirou. Cuando sale del templo, Shirou corre hacia la sombra, pero esta desaparece sin hacerle daño. Se revela que Saber dejó que la sombra la devorara en lugar de ser asesinada por Assassin y, atrapada dentro de ella, se encuentra con una versión corrupta de sí misma. Mientras tanto, Rin y Archer irrumpen en el sótano de Matou y lo encuentran infestado de Crest Worms. En un callejón, Zouken hace que sus insectos devoren a una mujer y le explica a Assassin que debe hacer esto de vez en cuando para mantener su vida. Shirou regresa a casa y encuentra a Sakura, quien muestra su preocupación por sus heridas y la consuela.

## Producción
Una adaptación de la ruta Heaven's Feel fue anunciada por primera vez por Ufotable, el estudio de animación que produjo la adaptación del anime Unlimited Blade Works, el 27 de julio de 2014 con el lanzamiento de una vista previa con los personajes Shirou Emiya y Sakura Matou. En marzo de 2016, Ufotable anunció que la película se dividiría en una trilogía. El tema principal de la película fue compuesto por Yuki Kajiura e interpretado por Aimer, titulado «Hana no Uta» (花の唄?  "A Flower's Song"). «Hana no Uta» se centra en gran medida en el personaje de Sakura.
El director Tomonori Sudō dijo que quería explorar más el pasado entre Shirou y la heroína Sakura Matou, ya que cree que su relación es la parte más importante de la historia. El productor Yuma Takahashi tenía opiniones similares, creyendo que se necesitaba el estilo de algunas escenas que simbolizan el romance entre Shirou y Sakura. Estas escenas fueron incluidas principalmente por Ufotable, ya que Takahashi cree que la gente podría querer ver la película otra vez. Noriaki Sugiyama expresó su placer por volver a trabajar como Shirou y también señaló que actuara de una manera diferente a la ruta diferente que están tomando las películas basadas en la novela visual. La actriz de voz Noriko Shitaya disfrutó del nuevo nivel de profundidad que recibió Sakura debido a cómo las escenas exploran sus sentimientos hacia Shirou. Bryce Papenbrook esperaba con ansias el papel de Shirou en la película Heaven's Feel debido a lo diferente que es de otras series, principalmente debido a su relación con Sakura.

## Lanzamiento
La película se estrenó en Japón el 14 de octubre de 2017.Aniplex of America proyectó la primera película en cines en los EE. UU. el 3 de noviembre de 2017. Madman Entertainment anunció que estrenaría la película en Australia en el Madman Anime Festival en Melbourne el 4 de noviembre de 2017, con un lanzamiento más amplio el 16 de noviembre de 2017 Presage Flower se estrenó en el Reino Unido en Scotland Loves Anime el 14 de octubre de 2018, con MVM Entertainment lanzando las películas en video casero. El Blu-ray/DVD japonés de Presage Flower se lanzó el 9 de mayo de 2018 y el lanzamiento en inglés el 20 de noviembre de 2018.

## Recepción

### Taquilla
En su primer fin de semana, Presage Flower alcanzó el número 1 en la taquilla japonesa, recaudando ¥413,030,840 de 247,509 entradas en dos días. Ha recaudado US $ 19 027 568 en todo el mundo a enero de 2019, incluidos ¥ 1,5 mil millones (1,37 millones de USD) en Japón, CN¥31,62 millones(4.577.037 USD) en China, 417.439 USD en Corea del Sur y Australia, $193.833 en los Estados Unidos y Canadá, y $38,781 en Argentina y Nueva Zelanda.

### Medios domésticos
Tras su debut, las versiones de Blu-ray y DVD vendieron 53.090 y 2.706 unidades respectivamente, encabezando las listas de éxitos en Japón. La película vendió más de 100.000 unidades en Japón el 17 de enero de 2019.

### Reseñas
Presage Flower recibió críticas positivas. Anime News Network le dio a la película una calificación general de 'A', calificándola como un buen trabajo de cine y la mejor adaptación de Fate hasta el momento. A medida que la película se centró más en Sakura, Fandom Post declaró que sus interacciones con Shirou hacen las mejores escenas ya que la personalidad de Shirou no difería demasiado de Unlimited Blade Works. En otra reseña, el Fandom Post disfrutó de cómo se muestra el trastorno de estrés postraumático de Shirou sobre el incendio en su ciudad conectando la historia con el final de Fate/Zero, explorando así un área más profunda de su pasado. Si bien el escritor disfrutó de sus interacciones con Sakura y Saber, no lo encontró tan atractivo como el personaje de Shirou de Unlimited Blade Works. UK Anime Network criticó sus rasgos, encontrándolos "insípidos", pero también pensaron que la adaptación al anime fue capaz de capturar correctamente la escritura de Nasu. Entertainment Station Japan escribió comentarios similares que Anime News Network tuvo con respecto a su atractivo que podrían necesitar conocimiento de medios anteriores basados en la novela visual.
Anime News Network también la incluyó como la mejor película de 2017. En una encuesta de Anime!Anime!, la película es clasificada como la segunda mejor película estrenada en el año detrás de Sword Art Online The Movie: Ordinal Scale. En los "Premios Newtype Anime" de 2018, la película obtuvo el segundo lugar en la categoría "Mejor trabajo (proyección teatral)" detrás de Bungo Stray Dogs: Dead Apple. Shirou y Archer fueron votados como el quinto y décimo mejores personajes masculinos respectivamente, mientras que Saber y Sakura ocuparon el tercer y quinto lugar respectivos en el mejor personaje femenino. «Hana no Uta» ocupó el cuarto lugar en la mejor canción de tema mientras que Yuki Kajiura estaba en la mejor tercera banda sonora.